# Patrick Lencioni
Patrick Lencioni (* 23. Juli 1965 in Kalifornien, USA) ist ein US-amerikanischer Manager, Gründer der Beratungsfirma The Table Group, Referent und Autor von Managementliteratur mit Schwerpunkt Unternehmensentwicklung, organisatorische Gesundheit und Teambildung. Als Bestsellerautor von elf Büchern ist er vor allem durch sein Werk Die fünf Dysfunktionen eines Teams (Jahr 2014; englisch: The five dysfunctions of a team, Jahr 2002) bekanntgeworden, das in 33 Sprachen übersetzt und über fünf Millionen Mal verkauft wurde.

## Leben und Wirken
Lencioni wuchs im kalifornischen Bakersfield auf. Nach dem Studium arbeitete er für die Beratungsfirmen Bain & Company, Oracle Corporation und Sybase, wo er auch verantwortlich für die Organisationsentwicklung war. 1997 gründete er die Beratungsfirma The Table Group.

## Familie und Privates
Lencioni ist verheiratet mit Laura, das Ehepaar hat vier Söhne und sie wohnen im kalifornischen Alamo, das in der Bay-Region liegt. Er ist praktizierender Katholik.

## Die fünf Dysfunktionen eines Teams
Lencioni befasste sich als Manager und Unternehmensberater schon früh mit Teamentwicklung und organisatorischer Gesundheit. Er plädierte gerade in Beratung und Verkauf für schonungslose Ehrlichkeit und Mut, auch schwierige Themen anzusprechen. Im Jahr 2002 schrieb er ein Buch mit dem Titel The five dysfunctions of a Team (deutsch: Die fünf Dysfunktionen eines Teams, 2014), das schnell eine größere Verbreitung fand, zum Bestseller wurde und bald auch in andere Sprachen übersetzt wurde. Seine fünf zentralen Punkte, die von ihm als Dysfunktionalitäten beschrieben wurden, wurden von anderen Autoren auch positiv als aufbauende Funktionsweisen ausgedrückt und in Pyramidenform von unten nach oben dargestellt.
1. Abwesenheit von Vertrauen bedeutet Unnahbarkeit, Unverwundbarkeit, Verschlossenheit und Distanz
2. Furcht vor Konflikt führt zu künstlicher Harmonie
3. Mangel an Verpflichtung lässt vieles mehrdeutig oder beliebig
4. Vermeidung von Verantwortlichkeit führt zu niedrigeren Standards
5. Unaufmerksamkeit gegenüber Resultaten lässt Status und Ego wachsen[4]

## Schriften (Auswahl)
Lencioni verfasste dreizehn Bücher, die in über 30 Sprachen übersetzt und über acht Millionen Mal aufgelegt wurden.
- The Five Temptations of a CEO: A Leadership Fable, Jossey-Bass, 1998, ISBN 978-0-7879-4433-9.
  - Die 5 Versuchungen eines CEO, Wiley-VCH, Weinheim 2015.
- The Four Obsessions of an Extraordinary Executive: A Leadership Fable, Jossey-Bass, 2000, ISBN 978-0-7879-5403-1.
  - Die vier Prinzipien einer aussergewöhnlichen Führungskraft, Wiley-VCH, Weinheim 2015.
- The Five Dysfunctions of A Team, Jossey-Bass, 2002, ISBN 978-0-7879-6075-9.
  - Die 5 Dysfunktionen eines Teams, Wiley-VCH, Weinheim 2014 und 2024, ISBN 978-3-527-51223-2.
- Death by Meeting: A Leadership Fable... about solving the most painful problem in business, Jossey-Bass, 2004, ISBN 978-0-7879-6805-2.
  - Tod durch Meeting: eine Leadership-Fabel zur Verbesserung ihrer Besprechungskultur, Wiley, Weinheim 2017.
- Overcoming the Five Dysfunctions of a Team: A Field Guide for Leaders, Managers, and Facilitators, Jossey-Bass, 2005, ISBN 978-0-7879-7637-8.
  - Die 5 Dysfunktionen eines Teams überwinden: Ein Wegweiser für die Praxis, Wiley-VCH, Weinheim 2019, ISBN 978-3-527-50997-3.
- Silos, Politics and Turf Wars: A Leadership Fable About Destroying the Barriers That Turn Colleagues Into Competitors, Jossey-Bass, 2006, ISBN 978-0-7879-7638-5.
  - Silos, Politik & Grabenkämpfe: Eine Leadership-Fabel über das Einreissen von Barrikaden zwischen Kollegen, Wiley-VCH, Weinheim 2008.
- The Truth About Employee Engagement: A Fable About Addressing the Three Root Causes of Job Misery (Originaltitel: Three Signs of a Miserable Job), Jossey-Bass, 2007, ISBN 978-1-119-23798-3.
  - Die Wahrheit über begeisterte Mitarbeiter: Ein Lehrstück für Manager, Wiley-VCH, Weinheim 2016.
- The 3 Big Questions for a Frantic Family: A Leadership Fable... About Restoring Sanity to the most important Organization in your Life. Jossey-Bass, 2008, ISBN 978-0-7879-9532-4.
  - Die drei Fragen des hektischen Familienlebens: Eine Leadership-Fabel über die wichtigste Organisation in unserem Leben, Wiley-VCH, Weinheim 2009, ISBN 978-3-527-50450-3.
- Getting Naked: A business fable about shedding the three fears that sabotage client loyalty. Jossey-Bass, 2010, ISBN 978-81-265-2829-5.
- The Advantage: Why organizational health trumps everything else in business, Jossey-Bass, 2012, ISBN 978-0-470-94152-2.
  - Der Vorteil: Warum nur vitale und robuste Unternehmen in Führung gehen, Wiley, Weinheim 2013, ISBN 978-3-527-50763-4.
- The Ideal Team Player: How to recognize and cultivate the three essential virtues, Jossey-Bass, 2016, ISBN 978-1-119-20959-1.
  - Die 3 Tugenden idealer Teamplayer, Wiley-VCH, Weinheim 2020.
- The Motive: Why so many Leaders abdicate their Most Important Responsibilities, Jossey-Bass, 2020, ISBN 978-1-119-60045-9.
  - Das Motiv: Der einzige gute Grund für Führungsarbeit – eine Leadership-Fabel, Wiley-VCH, Weinheim 2020.
- The 6 Types of Working Genius: A Better Way to Understand Your Gifts, Your Frustrations, and Your Team, Matt Holt, 2022, ISBN 978-1-637-74329-4. 
  - Die 6 großen Talente im Team: Entdecken Sie Ihr Genie bei der Arbeit - eine Businessfabel, Wiley-VCH, Weinheim 2023, ISBN 978-3-527-51142-6.